# Schweyen
Schweyen és un municipi francès, situat al departament del Mosel·la i a la regió del Gran Est. L'any 2007 tenia 311 habitants.

## Demografia

### Població
El 2007 la població de fet de Schweyen era de 311 persones. Hi havia 126 famílies, de les quals 32 eren unipersonals (16 homes vivint sols i 16 dones vivint soles), 47 parelles sense fills, 43 parelles amb fills i 4 famílies monoparentals amb fills.
La població ha evolucionat segons el següent gràfic:
Habitants censats

### Habitatges
El 2007 hi havia 137 habitatges, 128 eren l'habitatge principal de la família i 9 estaven desocupats. 119 eren cases i 18 eren apartaments. Dels 128 habitatges principals, 98 estaven ocupats pels seus propietaris, 21 estaven llogats i ocupats pels llogaters i 9 estaven cedits a títol gratuït; 3 tenien dues cambres, 11 en tenien tres, 15 en tenien quatre i 99 en tenien cinc o més. 118 habitatges disposaven pel capbaix d'una plaça de pàrquing. A 41 habitatges hi havia un automòbil i a 72 n'hi havia dos o més.

### Piràmide de població
La piràmide de població per edats i sexe el 2009 era:
| Homes | Edats   | Dones |
| ----- | ------- | ----- |
| 0     | 95 o +  | 0     |
| 0     | 90 a 94 | 4     |
| 0     | 85 a 89 | 4     |
| 0     | 80 a 84 | 8     |
| 4     | 75 a 79 | 8     |
| 0     | 70 a 74 | 12    |
| 12    | 65 a 69 | 8     |
| 0     | 60 a 64 | 8     |
| 16    | 55 a 59 | 8     |
| 16    | 50 a 54 | 0     |
| 12    | 45 a 49 | 16    |
| 8     | 40 a 44 | 8     |
| 16    | 35 a 39 | 16    |
| 16    | 30 a 34 | 16    |
| 4     | 25 a 29 | 12    |
| 8     | 20 a 24 | 4     |
| 4     | 15 a 19 | 12    |
| 4     | 10 a 14 | 8     |
| 12    | 5 a 9   | 8     |
| 12    | 0 a 4   | 8     |

## Economia
El 2007 la població en edat de treballar era de 224 persones, 166 eren actives i 58 eren inactives. De les 166 persones actives 138 estaven ocupades (85 homes i 53 dones) i 29 estaven aturades (12 homes i 17 dones). De les 58 persones inactives 11 estaven jubilades, 16 estaven estudiant i 31 estaven classificades com a «altres inactius».

### Ingressos
El 2009 a Schweyen hi havia 131 unitats fiscals que integraven 334 persones, la mediana anual d'ingressos fiscals per persona era de 20.043 €.

### Activitats econòmiques
Dels 10 establiments que hi havia el 2007, 1 era d'una empresa extractiva, 1 d'una empresa de fabricació de material elèctric, 1 d'una empresa de fabricació d'altres productes industrials, 2 d'empreses de construcció, 2 d'empreses de comerç i reparació d'automòbils, 1 d'una empresa d'hostatgeria i restauració i 2 d'empreses de serveis.
Dels 3 establiments de servei als particulars que hi havia el 2009, 1 era una fusteria, 1 electricista i 1 restaurant.
L'any 2000 a Schweyen hi havia 14 explotacions agrícoles.

## Equipaments sanitaris i escolars
El 2009 hi havia una escola elemental integrada dins d'un grup escolar amb les comunes properes formant una escola dispersa.

## Poblacions més properes
El següent diagrama mostra les poblacions més properes.